# Ralph Kimball
O Prof. Dr. (PhD) Ralph Kimball é um dos precursores dos conceitos de data warehouse e Business Intelligence. Desde 1982 vem desenvolvendo pesquisas e conceitos que hoje são utilizados em diversas ferramentas de software para data warehouse.
Ele é conhecido por suas convicções de longa data de que o data warehouse deve ser desenhado para ser compreensível e rápido. Sua metodologia, conhecida como modelagem dimensional ou metodologia Kimball, é frequentemente usada para permitir o compartilhamento de dimensões conformadas.
Ele é o escritor dos best-sellers Data Warehouse Lifecycle Toolkit e Data Warehouse Toolkit, publicados pela Wiley. Os dois publicados no Brasil, em português. Hoje em dia, Ralph Kimball atua como professor em sua consultoria, palestrante, escritor de livros e artigos para a revista Intelligent Enterprise.

## Carreira
Em 1972 após concluir o seu doutoramento na Stanford University em engenharia eletrónica (especialização em sistemas homem-máquina), Ralph ingressou na Xerox Palo Alto Research Center (PARC). Na PARC, Ralph participou no desenvolvimento do Xerox Star Workstation, o primeiro produto comercial a usar mouse, ícones e janelas.
Em 1982, ele desenvolveu o Capsule Facility, uma técnica de programação gráfica que conectava ícones em um fluxo lógico, o que permitia um estilo de programação visual para não programadores. Essa técnica foi utilizada para criar relatórios e aplicativos de análise na empresa na qual ele era vice-presidente de aplicativos, a Metaphor Computer Systems.